# Ufuk Budak
Ufuk Budak (ur. 26 maja 1990 w Heidenheim) – azerski piłkarz pochodzenia tureckiego występujący na pozycji obrońcy lub pomocnika. Zawodnik BB Erzurumspor.

## Kariera klubowa
Budak jako junior grał w zespołach Heidenheimer SB oraz SSV Ulm 1846, do którego trafił w 1999 roku. W 2009 roku został włączony do jego pierwszej drużyny, grającej w Regionallidze Süd. Spędził w niej rok, a potem odszedł do innego zespołu tej ligi, rezerw SC Freiburg. Tam z kolei występował przez dwa lata.
W 2012 roku Budak przeszedł do tureckiego Eskişehirsporu z Süper Lig. W 2014 przeszedł do Gaziantep BB, a w 2016 do Kayserisporu. Następnie grał w Manisasporze, Samsunsporze, Bolusporze, Altınordu FK i Bursasporze.

## Kariera reprezentacyjna
W reprezentacji Azerbejdżanu Budak zadebiutował 10 sierpnia 2011 roku w przegranym 0:1 towarzyskim meczu z Macedonią.